# 劉易舍姆站
劉易舍姆站（英語：Lewisham station）是英國國營鐵路公司和碼頭區輕便鐵路的一個車站，位於倫敦東南部的劉易舍姆。劉易舍姆開通於1857年。現在劉易舍姆站由東南鐵路公司管理。碼頭區輕便鐵路也有列車停靠此站。

## 外部連結
- Docklands Light Railway website - Lewisham station page （页面存档备份，存于）